# Panzerfaust Tipo 5 45mm
O Panzerfaust Tipo 5 de 45mm (em japonês:  試製五式四十五粍簡易無反動砲, transl. Shisei go-shiki shijūgo-miri kan'i muhandōhō, "Tipo 5 Experimental de 45mm, arma de fogo sem recuo simples"), também Panzerfaust Tipo 5 de 45mm Experimental, era um lança-foguete anticarro reativo japonês a designação Tipo 5 refere-se ao ano de introdução no esquema do calendário japonês em 2605 - no calendário gregoriano de 1945.

## História
No decorrer da Guerra do Pacífico, o Exército Imperial Japonês viu-se cada vez mais exposto à situação de não ter uma defesa anticarro eficaz contra os tanques inimigos. O Tipo 1 de 37mm e os canhões anticarro Tipo 1 de 47mm, embora eficazes contra tanques leves como o M3 Stuart em condições favoráveis, foram quase impotentes contra modelos mais fortes como o M4 Sherman. Em busca de alternativas, a mina Tipo 99 foi introduzida como arma contra tanques e veículos já em 1939. Como a Marinha Imperial Japonesa tinha prioridade nos projetos de armamento e na alocação de recursos, o exército foi forçado a recorrer ao equipamento antit-carro existente. Foi somente em 1944, em vista das ofensivas aliadas bem-sucedidas, que o comando do exército se sentiu compelido a disponibilizar equipamentos antitanque mais poderosos para a infantaria o mais rápido possível. No final de 1944, foi testado o lança-foguete anticarro Tipo 4 de 7cm, que, embora tivesse boa penetração, mas precisava ser operado por dois homens e pesava até doze quilos.
No início de 1945, em antecipação ao desembarque dos Aliados nas ilhas-mãe japonesas, o comando do exército procurou uma solução anticarro mais leve e mais barata. O Panzerfaust Tipo 5 de 45mm foi desenvolvido, o qual era aproximadamente semelhante ao Panzerfaust 30 alemão em termos de alcance e penetração. A produção do Tipo 5 começou no início de agosto de 1945.

## Tecnologia
O Tipo 5 consistia em um tubo de aço de 600mm de comprimento e 53mm de espessura com um diâmetro interno de 45mm. O dispositivo de extração estava localizado em uma extremidade do tubo de aço. Diretamente na frente dele, um tubo curto de 10cm poderia ser inserido, o qual carregava uma espécie de empunhadura de pistola. Em sua extremidade, poderia ser inserida a parte traseira cônica, de onde emergiria o jato de fogo da carga propelente. Uma haste de 700mm de comprimento conduzida para dentro do tubo na frente continha a carga do propelente para a carga oca, que era inserida em um cilindro de 80mm de diâmetro (cerca de 15cm de comprimento). A carga do propulsor era disparada por um cartucho modificado de 7,7mm contendo 1g de pólvora negra sem fumaça e a carga do propulsor, consistindo de 100g de carga do propulsor, disparada.  Para disparar o Tipo 5, o pino de disparo do gatilho era armado manualmente, a trava de segurança era liberada e o gatilho puxado. O projétil tinha uma velocidade máxima de saída de 40m/s. O alcance efetivo era de aproximadamente 30m (ângulo de tiro de 5º) e podia penetrar até 100mm de blindagem. Com um ângulo de tiro de 45º, um alcance máximo de aproximadamente 150m poderia ser alcançado, o que reduziria drasticamente a precisão do tiro. Quando carregado, o Tipo 5 pesava 8,7kg e podia ser operado por um homem.

## Especificações técnicas
- Calibre: 45mm
- Comprimento do tubo: 600mm
- Comprimento com ogiva: 1000mm
- Peso: 6,4kg
- Peso do projétil: 2,3kg
- Velocidade de saída V0 = 40 m/s
- Alcance efetivo: 30m
- Alcance máximo: 150m
- Penetração: 100mm